# Sphaerostephanos benoiteanus
Sphaerostephanos benoiteanus är en kärrbräkenväxtart som först beskrevs av Gaud., och fick sitt nu gällande namn av Holtt. Sphaerostephanos benoiteanus ingår i släktet Sphaerostephanos och familjen Thelypteridaceae. Inga underarter finns listade.